# Svatá Helena (ostrov)
Svatá Helena je tropický ostrov sopečného původu v jižním Atlantiku. Od roku 2009 je součástí britského zámořského území s vlastní ústavou a názvem Svatá Helena, Ascension a Tristan da Cunha (anglicky Saint Helena, Ascension and Tristan da Cunha), jehož guvernér spravuje i uvedené okolní ostrovy. Na ostrově žije přibližně 3 900 obyvatel.
Správním střediskem ostrova je Jamestown, ve kterém žije přibližně 700 obyvatel (2016).

## Historie
Ostrov se zapsal do historie zejména jako místo, kde byl internován Napoleon Bonaparte po své porážce u Waterloo v roce 1815; Britové ho zde drželi šest let až do jeho smrti v roce 1821.
Ostrov byl prý objeven 21. května 1502 portugalským mořeplavcem João da Nova. Portugalští mořeplavci objevili ostrov neobydlený a postavili na něm kapli a několik domů. Stálé obyvatele ale ostrov i přes tuto výstavbu neměl. Prvním Angličanem, který ostrov v roce 1591 navštívil, byl mořeplavec a pirát Thomas Cavendish. V letech 1645–1659 patřil ostrov Holandsku.
Po roce 1651 připadl ostrov do britské sféry vlivu jakožto majetek britské Východoindické společnosti, přerušené jen v roce 1673, kdy ostrov získali na dva měsíce Holanďané. Po otevření Suezského průplavu v roce 1869 ztrácelo toto území na významu.
V průběhu druhé búrské války byl na ostrově vybudován zajatecký tábor, kde bylo internováno přes 5 000 lidí. V průběhu II. světové války byl ostrov Ascension převeden pro potřeby americké armády pod její správu a bylo zde vybudováno vojenské letiště.

## Symboly

### Vlajka
Vlajka Svaté Heleny je britská služební vlajka (Blue Ensign) o poměru stran 1:2, s vlajkovým emblémem (anglicky badge) ostrova ve vlající části. Na něm je ve spodní části v modrém poli na mořských vlnách černá loď. Na zádi lodě vlaje bílá vlajka s červeným křížem, vlevo od ní se z moře zdvíhají dva útesy v přirozených barvách. V horní části štítu ve žlutém poli je zobrazen kriticky ohrožený pták kulík dlouhonohý.

### Hymna
Neoficiální hymna ostrova je píseň My Saint Helena Island (česky Můj ostrov Svatá Helena). Autorem hymny je Dave Mitchell.

## Geografie
Ostrov Svatá Helena (122,8 km²) se nachází v jižním Atlantiku 1 930 km západně od břehu Angoly a 4000 km východně od Rio de Janeira. Má mírné i tropické podnebí.

## Hospodářství
Dnešní hospodářství ostrova je velmi slabé, konkurence neschopné a zcela závislé na pomoci z Londýna.[zdroj?] Britská vláda se snaží podpořit ekonomiku ostrova, proto se mělo v květnu roku 2005 začít stavět letiště, které mělo být dostavěno roku 2010. Plány byly nejprve odloženy, letiště se začalo stavět až v roce 2011 a zprovozněno bylo v roce 2015.
Částečný příjem přináší turistický ruch, spjatý především s prezentací Napoleonova života, jeho pobytu ve vyhnanství na Svaté Heleně od roku 1815 do jeho smrti v roce 1821.

## Poštovní známky
Až v roce 1858 měl ostrov své definitivní emise s označením ST. HELENA, předtím zde platily známky britské. Zdejší známky platily i v dependencích Svaté Heleny, známkových zemích Tristan da Cunha a Ascension, kde byly zprvu opatřeny přetiskem.
Ve Světové poštovní unii (UPU) byl ostrov nepřímo od 1. října 1879.